# Oia (Hiszpania)
Oia – gmina w Hiszpanii, w prowincji Pontevedra, w Galicji, o powierzchni 83,3 km². W 2012 roku gmina liczyła 3101 mieszkańców.